# Amy Winehouse

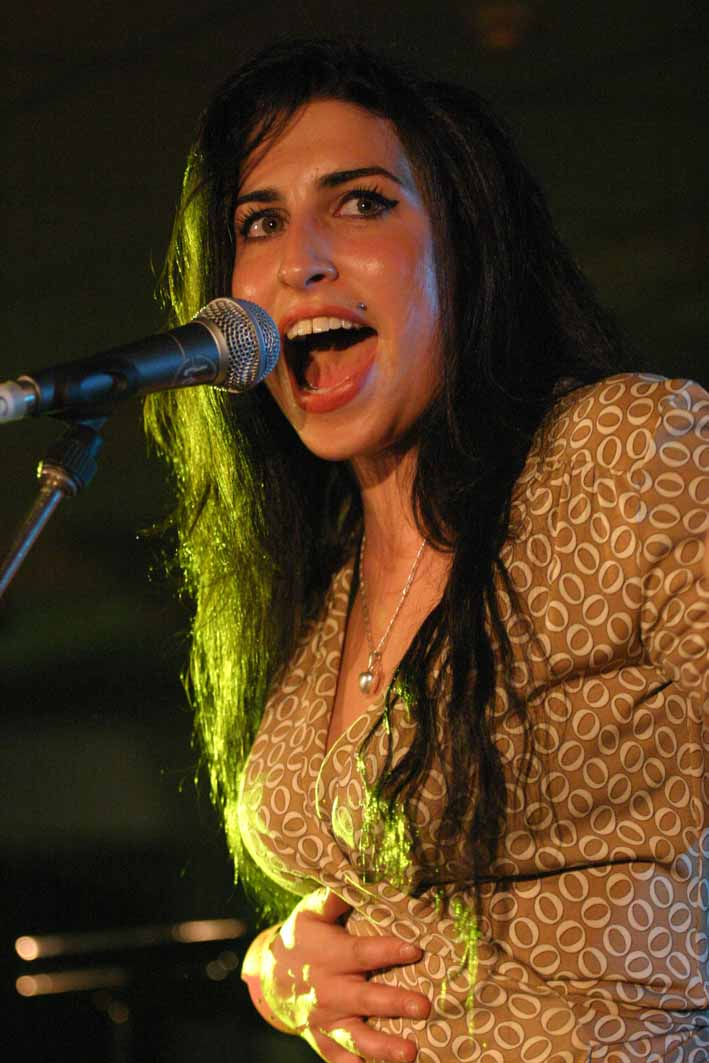
Winehouse, juli 2004

Amy Jade Winehouse (Southgate (Londen), 14 september 1983 – Camden (Londen), 23 juli 2011) was een Britse jazz- en soulzangeres. Ze werd bekend in het Verenigd Koninkrijk met haar album Frank. In de rest van de wereld werd ze bekend met haar album Back to Black met daarop de hitsingles Rehab en Back to Black. Ze werkte samen met onder meer Mark Ronson en dat bezorgde haar de grote hit Valerie, een cover van een liedje van de band The Zutons. Winehouse kwam vaak negatief in het nieuws vanwege haar alcohol- en drugsverslaving. Ze werd de eerste Britse die vijf Grammy Awards won.

## Biografie

### Jeugd
Winehouse werd geboren als dochter van taxichauffeur Mitchell Winehouse en apotheker Janis Seaton. Ze groeide in het Joodse gezin op met haar vier jaar oudere broer Alex. Van haar vader zou ze hebben leren zingen. Op haar achtste ging Winehouse naar de Susi Earnshaw Theatre School in Noord-Londen en twee jaar later vormde ze met haar vriendin Juliette Ashby het Salt-n-Pepa-achtige rapduo Sweet 'n' Sour.
Na vier jaar volgde ze een opleiding aan de Sylvia Young Theatre School, eveneens in Londen. In 1997 maakte ze haar televisiedebuut in The Fast Show. Daarna werd ze echter geschorst vanwege ondermaatse prestaties en een neuspiercing. Ze zette haar opleiding voort op de Britse School in Selhurst, Croydon.

### Frank
Inmiddels bezat Winehouse een gitaar en schreef ze haar eigen liedjes. Eenmaal afgestudeerd, werkte ze als zangeres van een jazzband en als showbizz-journaliste voor World News Entertainment Network. Ook had ze een los-vaste relatie met soulzanger Tyler James, die haar demo (medegeproduceerd door Fink) opstuurde naar Island Records/Universal Records, wat haar een contract opleverde bij 19 Management, opgericht door Simon Fuller, ex-manager van de Spice Girls.
Bijgestaan door producer Salaam Remi nam Winehouse haar debuutalbum op, dat op 20 oktober 2003 verscheen. Het met jazz-invloeden doorspekte Frank werd lovend ontvangen en leverde vergelijkingen op met Sarah Vaughan en Macy Gray. In het Verenigd Koninkrijk werd Frank platina, in Nederland stond het vijftien weken in de Album Top 100.
Tijdens de bijbehorende tournee, maar ook in de studio, werd Winehouse bijgestaan door de Dap-Kings, de begeleidingsband van de New Yorkse soulzangeres Sharon Jones. In de zomer van 2004 stond ze onder meer op het Jazzworld-podium van Glastonbury, het jaarlijkse V Festival in Engeland en Rotterdam Import. Ook trad ze op op het North Sea Jazz Festival, destijds nog in Den Haag.
De debuutsingle Stronger Than Me werd bekroond met een Ivor Novello Award voor beste lied. Daarnaast werd Winehouse genomineerd voor de Brit Awards (beste zangeres en beste urban-artiest) en de Mercury Music Prize voor beste album.
In 2008 werd Frank opnieuw uitgebracht als luxe-editie.

### Back to Black
Naar eigen zeggen kreeg Winehouse na Frank anderhalf jaar geen letter meer op papier, totdat ze Mark Ronson tegenkwam en in zes maanden tijd het nieuwe album schreef. Dit mondde uit in Back to Black, waarvoor Winehouse zich liet inspireren door haar relatie met Blake Fielder-Civil en meidengroepen uit de jaren 50 en 60; ze had nu een suikerspinkapsel à la The Ronettes. Het door Salaam Remi en Ronson geproduceerde Back to Black verscheen op 30 oktober 2006 en voerde de Engelse albumlijst aan; een jaar later was het vijfvoudig platina. De eerste single, Rehab, werd een wereldwijde hit; in het Verenigd Koninkrijk haalde het de zevende plaats, in Nederland kwam het in februari 2007 de Top 40 binnen en bracht het tot nr. 17. Diezelfde maand gaf ze een concert in Paradiso, waarvan zes nummers werden toegevoegd aan de Live from Amsterdam-uitgave van Back to Black die op 13 juli uitkwam.
Op 14 februari 2007 won Amy Winehouse een Brit Award als beste Britse zangeres; ook sleepte ze voor de tweede keer een Ivor Novello Award in de wacht.
De opvolgende singles You Know I'm No Good en Tears Dry on Their Own deden het minder en vielen in Nederland buiten de Top 40. Pas met Valerie, oorspronkelijk opgenomen voor Mark Ronsons tweede studioalbum Version, behaalde ze begin 2008 weer een hit in Nederland; het kwam na drie weken op de nummer 1-positie en werd daarmee de eerste nummer 1-hit alleen door downloads. Tegelijkertijd stond ook Back to Black op nummer 1 en werd het tweevoudig platina.
Op 27 juni 2008 gaf Winehouse acte de présence op het concert voor de bijna 90-jarige Nelson Mandela, waar ze als afsluiter  Free Nelson Mandela zong, de nummer 1-hit van The Special AKA uit 1984. Ze was op dat moment in therapie om af te kicken van alcohol en drugs, maar kreeg verlof van de afkickkliniek voor dit concert en haar optreden de volgende dag op het Glastonbury-festival. Ska en reggae waren overigens geen vreemd terrein voor haar, op beide optredens zong zij nummers, die eerder opgenomen waren door The Specials waar zij fan van was  (onder andere Monkey Man, Hey Little Rich Girl en You're wondering now).
Op 23 juli 2008 werd in het Londense Madame Tussauds een wassen beeld van Winehouse onthuld op de nieuwe muziekafdeling. Hierbij was Winehouse zelf niet aanwezig, haar ouders namen de honneurs waar.

### Lioness Records
In 2009 richtte ze haar eigen platenlabel op, Lioness Records, geïnspireerd op Motown Records. De eerste die Winehouse voor Lioness contracteerde, was haar toen 13-jarige peetdochter Dionne Bromfield.

### Negatieve publiciteit

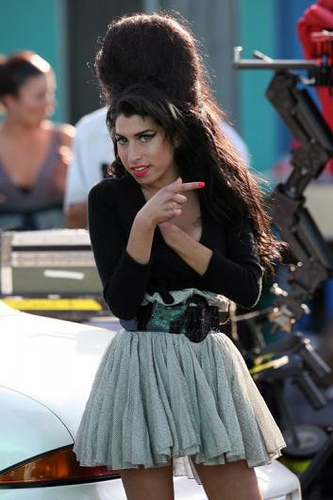
Optreden in Los Angeles

Winehouse kwam na de positieve reacties op haar laatste concerten vooral in het nieuws met haar drank- en drugsgebruik. Ze schreef het nummer Rehab over het feit dat haar management wilde dat ze afkickte van haar hevige alcoholgebruik. Zij en haar vader vonden dit niet nodig wat te horen is in de tekst van "Rehab". Op Pinkpop 2007 moest ze verstek laten gaan omdat ze stomdronken was, waarop Krezip haar plaats innam. Ook haar concert op het North Sea Jazz Festival, gepland voor zondag 15 juli 2007, vond geen doorgang, officieel wegens oververmoeidheid. Marcus Miller werd de vervangende artiest. Het uitverkochte concert op 22 oktober 2007 in de Heineken Music Hall ging wel door.
Tijdens de uitreiking van de MTV Europe Music Awards op 1 november 2007 in München traden diverse grote internationale artiesten op, maar toch wist Winehouse het meest op te vallen. Presentator Snoop Dogg kondigde haar als volgt aan: "She didn't go to rehab, she came out here to sing (...)". Winehouse wekte de indruk niet helemaal nuchter op het podium te staan.
Bij de Grammy Awards verzilverde Winehouse vijf van de zes nominaties. Ze wilde optreden, maar de Amerikaanse ambassade weigerde haar een visum te verlenen vanwege drugsproblematiek. Winehouse had niet kunnen aantonen clean te zijn na verschillende afspraken met haar management. Dankzij een Londense studio en een satellietuitzending kon ze er alsnog bij zijn.
In juni 2008 dook er een video van Winehouse op, gefilmd door haar echtgenoot, waarin de zangeres een racistische versie zong van Hoofd, Schouders, Knie en Teen. De Britse media reageerden verontwaardigd. In de Britse Metro ontkende de zangeres racistisch te zijn en bood ze ook haar excuses aan. Kort daarna verklaarde haar vader dat ze aan longemfyseem leed. Dit bleek later echter onwaar te zijn.
Op 28 juli 2008 werd Winehouse in het ziekenhuis opgenomen. In september 2008 werd gesuggereerd dat dit was gekomen doordat ze in juni 2008 had meegedaan aan een sessie waarin 36 uur lang wiet zou zijn gerookt. Artsen vreesden dat ze als gevolg van een overdosis cannabis een hersenbeschadiging had opgelopen.
Winehouse zou in het weekend van 30 en 31 augustus 2008 op een Frans festival spelen, maar dat ging niet door. De organisatie overwoog haar voor de rechter te dagen.
Op 25 november 2008 werd bekend dat Winehouse opnieuw in een ziekenhuis was opgenomen. Dit keer zou het volgens een woordvoerder gaan om een allergische reactie op medicijnen.
Winehouse scheidde op 16 juli 2009 na twee jaar huwelijk van Blake Fielder-Civil. Ze waren getrouwd op 18 mei 2007 in Miami.
Haar laatste optreden was op 18 juni 2011 in Belgrado, waar ze ernstig onder invloed van alcohol was.

### Overlijden
Op zaterdag 23 juli 2011 werd Winehouse op 27-jarige leeftijd door haar lijfwacht dood aangetroffen in de slaapkamer van haar woning in Noord-Londen. De autopsie die op 25 juli 2011 op haar lichaam werd verricht, wees op dat moment geen duidelijke doodsoorzaak aan. Aanvullend toxicologisch onderzoek nam nog enkele weken in beslag, maar leverde evenmin een duidelijke doodsoorzaak op. Uiteindelijk, op 26 oktober 2011, werd officieel bekendgemaakt dat Winehouse was overleden aan een alcoholvergiftiging. Zij werd op 26 juli 2011 gecremeerd.

### Postuum eerbetoon

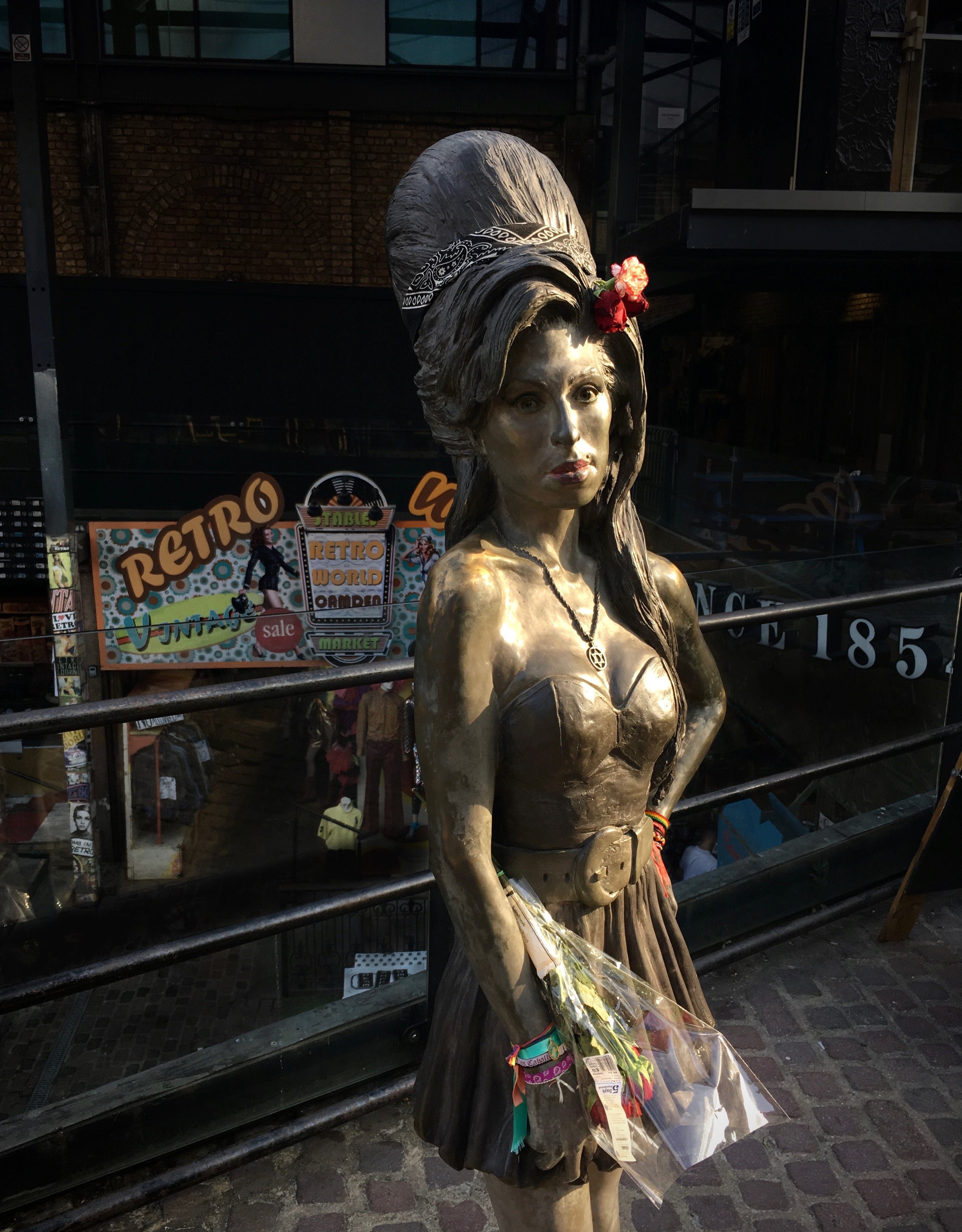
Standbeeld in Camden, 2018.

Veel artiesten toonden hun medeleven. De Amerikaanse punkrockband Green Day schreef een liedje getiteld Amy. Tijdens prijsuitreikingen werd tevens stilgestaan bij de dood van Winehouse. Tijdens de VMA's zong Bruno Mars Winehouse' hit Valerie, tijdens de EMA's hield de Engelse zangeres Jessie J een toespraak over de zangeres en tijdens de Grammy Awards en Brit Awards werd opnieuw stilgestaan bij haar leven. Winehouse won tevens postuum een Grammy voor haar samenwerking met Tony Bennett. Patti Smith (de "Godmother of Punk") bracht op haar album Banga een ode aan Winehouse getiteld This is the Girl. Ook rapper Nas zou als eerbetoon een nummer getiteld Cherry Wine op zijn album zetten, dat hij samen met Winehouse had opgenomen. Ze schreef zelf mee aan het nummer. Een van de laatste opnamen van Winehouse, het nummer Body and Soul, samen met Tony Bennett, werd op single uitgebracht. De opbrengst van de single ging naar de stichting van haar vader voor drugsverslaafden. Winehouse werd in 2013 genomineerd voor een Grammy Award, samen met Nas en het nummer Cherry Wine in de categorie voor beste rapsamenwerking.
Winehouse kreeg postuum de eerste 'ster' op de nieuwe Music Walk of Fame in Londen. Zij kreeg de eer omdat ze op de datum van de onthulling op 14 september 2013 dertig jaar zou zijn geworden.
Op 14 september 2014, de dag waarop Winehouse 31 jaar zou zijn geworden, werd in het Londense district Camden, op de Stables Market, een levensgroot standbeeld van de zangeres onthuld. Het beeld is een ontwerp van de Londense kunstenaar Scott Eaton.

## Films
In 2015 verscheen de Britse biografische documentaire Amy over haar leven, geregisseerd door Asif Kapadia. Deze documentaire werd in 2016 met een Oscar onderscheiden.
In 2024 kwam de film Back to Black uit, een biopic over Amy geregisseerd door Sam Taylor-Johnson.

## Prijzen
- Op de MTV Video Music Awards, die op 9 september 2007 in Las Vegas werden gehouden, was Winehouse genomineerd in drie categorieën: Beste Vrouwelijke Artiest van het Jaar, Beste Nieuwe Artiest en Video van het Jaar, te weten voor het nummer Rehab.
- 10 februari 2008 - vijf Grammy Awards:
  - Record of the Year - "Back to Black"
  - Song of the Year - "Rehab"
  - Best New Artist
  - Best Female Pop Vocal Performance - "Rehab"
  - Best Pop Vocal Album - Back to Black
- 12 februari 2012 - één Grammy Award:
  - Best Pop Duo - Body and Soul (met Tony Bennett)

## Discografie

### Albums
| Album met eventuele hitnotering(en) in de Nederlandse Album Top 100 | Datum van verschijnen | Datum van binnenkomst | Hoogste positie | Aantal weken | Opmerkingen                               |
| ------------------------------------------------------------------- | --------------------- | --------------------- | --------------- | ------------ | ----------------------------------------- |
| Frank                                                               | 20-10-2003            | 27-03-2004            | 7               | 18           |                                           |
| Back to black                                                       | 30-10-2006            | 06-01-2007            | 1(15wk)         | 156          | 5x Platina / Bestverkochte album van 2008 |
| Lioness: Hidden treasures                                           | 02-12-2011            | 10-12-2011            | 1(1wk)          | 34           | Verzamelalbum                             |
| At the BBC                                                          | 16-11-2012            | 24-11-2012            | 41              | 11           |                                           |
| Amy (Original Motion Picture Soundtrack)                            | 30-10-2015            | 07-11-2015            | 51              | 2            |                                           |

| Album met hitnotering(en) in de Vlaamse Ultratop 200 albums | Datum van verschijnen | Datum van binnenkomst | Hoogste positie | Aantal weken | Opmerkingen          |
| ----------------------------------------------------------- | --------------------- | --------------------- | --------------- | ------------ | -------------------- |
| Frank                                                       | 2003                  | 07-06-2008            | 35              | 1            | Goud                 |
| Back to black                                               | 2006                  | 03-02-2007            | 1(2wk)          | 364*         | 3x Platina           |
| Frank - Deluxe edition                                      | 2008                  | 31-05-2008            | 35              | 2            |                      |
| Frank / Back to black                                       | 2008                  | 06-08-2011            | 36              | 10           |                      |
| Lioness: Hidden treasures                                   | 2011                  | 10-12-2011            | 3               | 40           | Verzamelalbum / Goud |
| The album collection                                        | 2012                  | 29-09-2012            | 64              | 22           |                      |
| At the BBC                                                  | 2012                  | 24-11-2012            | 81              | 20           |                      |
| Amy (Original Motion Picture Soundtrack)                    | 2015                  | 07-11-2015            | 50              | 10           |                      |

### Singles
| Single met eventuele hitnotering(en) in de Nederlandse Top 40 | Datum van verschijnen | Datum van binnenkomst | Hoogste positie | Aantal weken | Opmerkingen                                             |
| ------------------------------------------------------------- | --------------------- | --------------------- | --------------- | ------------ | ------------------------------------------------------- |
| Stronger than me                                              | 2003                  | -                     |                 |              | Nr. 87 in Single Top 100                                |
| Rehab                                                         | 2006                  | 17-02-2007            | 17              | 12           | Nr. 13 in Single Top 100                                |
| You know I'm no good                                          | 2007                  | 19-05-2007            | tip2            | -            | Nr. 27 in Single Top 100                                |
| Tears dry on their own                                        | 2007                  | 01-09-2007            | tip14           | -            | Nr. 100 in de Single Top 100                            |
| Valerie                                                       | 2007                  | 12-01-2008            | 1(4wk)          | 23           | met Mark Ronson / Nr. 1 in Single Top 100 / Alarmschijf |
| Valerie                                                       | 2008                  | -                     |                 |              | Nr. 4 in Single Top 100                                 |
| Love is a losing game                                         | 2011                  | -                     |                 |              | Nr. 88 in Single Top 100                                |
| Back to black                                                 | 2011                  | 06-08-2011            | 18              | 3            | Nr. 18 in Single Top 100                                |
| Body and soul                                                 | 12-09-2011            | 01-10-2011            | 31              | 2            | met Tony Bennett / Nr. 9 in Single Top 100              |
| Our day will come                                             | 14-11-2011            | 19-11-2011            | tip12           | -            | Nr. 52 in de Single Top 100                             |

| Single met hitnotering(en) in de Vlaamse Ultratop 50 | Datum van verschijnen | Datum van binnenkomst | Hoogste positie | Aantal weken | Opmerkingen                                   |
| ---------------------------------------------------- | --------------------- | --------------------- | --------------- | ------------ | --------------------------------------------- |
| Rehab                                                | 2007                  | 10-02-2007            | 10              | 30           | Nr. 1 in de Radio 2 Top 30 Goud               |
| You know I'm no good                                 | 2007                  | 14-04-2007            | tip2            | -            |                                               |
| Back to black                                        | 2007                  | 29-09-2007            | 32              | 15           | Nr. 6 in de Radio 2 Top 30                    |
| Tears dry on their own                               | 2007                  | 08-12-2007            | tip3            | -            |                                               |
| Valerie                                              | 2007                  | 01-03-2008            | 18              | 21           | met Mark Ronson / Nr. 8 in de Radio 2 Top 30  |
| Love is a losing game                                | 2008                  | 29-03-2008            | tip16           | -            |                                               |
| It's my party                                        | 2010                  | 18-12-2010            | tip11           | -            | met Quincy Jones                              |
| Body and soul                                        | 2011                  | 24-09-2011            | 13              | 1            | met Tony Bennett / Nr. 4 in de Radio 2 Top 30 |
| Our day will come                                    | 2011                  | 24-12-2011            | 48              | 1            | Nr. 4 in de Radio 2 Top 30                    |
| Will you still love me tomorrow?                     | 09-01-2012            | 04-02-2012            | tip9            | -            | Nr. 11 in de Radio 2 Top 30                   |

### NPO Radio 2 Top 2000
| Nummers met noteringen in de NPO Radio 2 Top 2000 | '07 | '08  | '09 | '10 | '11  | '12 | '13  | '14  | '15  | '16  | '17 | '18  | '19  | '20  | '21  | '22  | '23  | '24  |
| ------------------------------------------------- | --- | ---- | --- | --- | ---- | --- | ---- | ---- | ---- | ---- | --- | ---- | ---- | ---- | ---- | ---- | ---- | ---- |
| Back to Black                                     | -   | -    | -   | -   | 1089 | 97  | 175  | 153  | 98   | 45   | 57  | 43   | 58   | 58   | 56   | 76   | 75   | 56   |
| Love Is a Losing Game                             | -   | -    | -   | -   | -    | -   | -    | -    | -    | -    | -   | 1073 | 1217 | 1159 | 1172 | 1614 | 1669 | 1659 |
| Our Day Will Come                                 | ×   | ×    | ×   | ×   | -    | 744 | 1328 | 1456 | 1595 | 1723 | -   | -    | -    | -    | -    | -    | -    | -    |
| Rehab                                             | 322 | 1510 | 758 | 453 | 184  | 342 | 567  | 449  | 426  | 407  | 481 | 369  | 564  | 507  | 549  | 828  | 732  | 707  |
| Tears Dry on Their Own                            | -   | -    | -   | -   | -    | -   | -    | -    | 965  | 859  | 940 | 798  | 972  | 1067 | 1022 | 1140 | 1197 | 869  |
| Valerie (met Mark Ronson)                         | -   | -    | 253 | 236 | 72   | 139 | 203  | 522  | 532  | 646  | 509 | 317  | 357  | 411  | 483  | 468  | 449  | 390  |
| You Know I'm No Good                              | 351 | 1560 | 642 | 588 | 256  | 426 | 607  | 613  | 612  | 669  | 705 | 635  | 781  | 763  | 946  | 1165 | 1278 | 1146 |

1. ↑  Een '-' betekent dat het nummer niet was genoteerd, een '×' betekent dat het nummer nog niet was uitgebracht en een vetgedrukt getal geeft de hoogste notering van een nummer aan.
2. ↑  2007 was het eerste jaar met een notering voor Amy Winehouse.

### Dvd's
| Dvd's met hitnoteringen in de Nederlandse DVD Music Top 30 | Datum van verschijnen | Datum van binnenkomst | Hoogste positie | Aantal weken | Opmerkingen |
| ---------------------------------------------------------- | --------------------- | --------------------- | --------------- | ------------ | ----------- |
| I told you I was trouble - Live in London                  | 2007                  | 17-11-2007            | 1(6wk)          | 37           |             |
| In Concert 2007                                            | 2011                  | 06-08-2011            | 3               | 8            |             |
| At the BBC                                                 | 2012                  | 24-11-2012            | 5               | 26           |             |
| Back to black                                              | 2014                  | 30-08-2014            | 26              | 2            |             |